# Rafael Vaca
Rafael Vaca Váldez (nascido em 1934) é um ex-ciclista olímpico mexicano. Representou sua nação em dois eventos nos Jogos Olímpicos de Verão de 1956.